# Marianne Devaux
Marianne Devaux est une femme politique française, et en particulier néo-calédonienne, née le 27 octobre 1962 à Nouméa (Nouvelle-Calédonie).

## Carrière professionnelle
Après avoir suivi sa scolarité primaire et secondaire à Nouméa, Marianne Devaux part à Paris faire ses études qu'elle termine en étant titulaire d'un DEA en droit de la Sorbonne. De retour en Nouvelle-Calédonie en 1994, elle passe le concours de chef d'administration. Elle travaille ensuite pour le service juridique du Territoire avant de prendre la direction de l'Office territorial de retraite des fonctionnaires (Otraf), établissement public chargé de la caisse des retraites des fonctionnaires, de 1997 à 1999.

## Carrière politique
Elle entre en politique lors des élections provinciales du 9 mai 1999, elle est ainsi élue sur la liste du Rassemblement pour la Calédonie dans la République (RPCR) en Province Sud, elle devient la 2e vice-présidente de l'Assemblée de cette Province, chargée des affaires sanitaires et sociales, du logement social, des transports et de l'enseignement. Elle est alors à l'origine de l'application de l'interruption volontaire de grossesse (IVG) à l'ensemble de la Nouvelle-Calédonie tout en faisant renforcer le nombre de « médecins de brousse ». Elle siège également au Congrès de la Nouvelle-Calédonie. Enfin, durant cette mandature, elle est également la première présidente du conseil d'administration de la toute nouvelle agence de la desserte aérienne de la Nouvelle-Calédonie (ADANC) de 2000 à 2004, elle doit faire face alors à la décision d'Air France de ne plus desservir le Territoire. 
14e sur la liste Rassemblement-UMP (nouveau nom du RPCR) de Jacques Lafleur en Province Sud toujours lors des élections provinciales du 9 mai 2004, elle est réélue à l'Assemblée de Province et au Congrès. Elle entre alors au gouvernement de la Nouvelle-Calédonie chargée de la Santé et du Handicap, mais elle fait aussi partie de l'opposition Rassemblement-UMP à l'Avenir ensemble. Cette opposition se retrouve sur le sujet du Centre hospitalier territorial CHT Gaston Bourret de Nouméa. En effet, la vétusté de certains bâtiments de ce dernier et l'engorgement de plusieurs services appelle à une réaction rapide des pouvoirs publics. Marianne Devaux, soutenue par le Rassemblement-UMP, appelle à l'agrandissement du CHT en empiétant sur l'actuel parking de l'hôpital mais l'Avenir ensemble considère qu'il est nécessaire de construire un deuxième centre hospitalier à Koutio, dans la banlieue de Nouméa. Finalement, c'est cette solution qui est retenue et Marianne Devaux est écartée du dossier de l'hôpital, provoquant la colère du Rassemblement-UMP quant à l'ingérence du parti au pouvoir dans les secteurs dont il n'a pas la charge au sein du gouvernement. En attendant la construction de l'hôpital, des bâtiments en préfabriqué sont construits aux abords de Gaston Bourret. Quoi qu'il en soit, dans un contexte alors d'opposition directe entre l'Avenir ensemble et le Rassemblement-UMP, elle est l'une des seules membres du gouvernement issues de cette dernière formation à ne pas boycotter les séances du Gouvernement. 
Représentant une nouvelle génération au sein de la vie politique calédonienne et comme étant la mieux à même, au sein du Rassemblement, de concurrencer l'actuelle présidente du Gouvernement Marie-Noëlle Thémereau dans le domaine social, elle a décidé d'être candidate à l'investiture du Rassemblement-UMP pour les législatives de 2007 pour succéder à Jacques Lafleur dans la 1re circonscription, à savoir Nouméa, l'Île des Pins et les Îles Loyauté. Elle a alors placé sa candidature sous le signe du « rassemblement » de toutes les tendances UMP sur le Territoire en dépassant les simples limites du R-UMP, elle a ainsi appelé implicitement à un rapprochement entre les deux "frères ennemis" anti-indépendantistes, à savoir le Rassemblement-UMP et l'Avenir ensemble. 
Arrivant toutefois loin derrière les autres candidats à cette primaire, c'est pourtant finalement sa thèse du rapprochement des différents partis opposés à l'indépendance qui l'a emporté en juillet 2007 avec la signature d'un accord-cadre entre les deux mouvements. À la suite de la démission du gouvernement Thémereau et à l'élection de l'exécutif suivant, elle ne postule pas à conserver son statut de membre du gouvernement et démissionne de tous ses mandats électifs au Congrès et à l'Assemblée de la Province Sud. Elle devient alors collaboratrice du nouveau président du gouvernement, Harold Martin (Avenir ensemble), de 2007 à 2009. 

### Mandats
- 09/05/1999 - 08/05/2004 : élue à l'Assemblée de la Province, 2e vice-présidente de cette Assemblée, et élu au Congrès du Territoire de la Nouvelle-Calédonie
- 10/06/2004 - 06/08/2007 : membre du Gouvernement de Nouvelle-Calédonie chargée de la Santé et du Handicap